# كونراد شيرر
كونراد شيرر (بالإنجليزية: Conrad Shearer)‏ هو شخصية أعمال وسياسي أمريكي، ولد في 18 أكتوبر 1873، وتوفي في 8 أكتوبر 1948. حزبياً، نشط في الحزب الجمهوري. وقد انتخب عضو جمعية ولاية ويسكونسن وانتخب عضو مجلس ولاية ويسكونسن.